# Kamil Vacek
Kamil Vacek (* 18. Mai 1987 in Ústí nad Orlicí, Tschechoslowakei (heute Tschechische Republik)) ist ein tschechischer Fußballspieler. Seit 2022 steht er beim FK Pardubice unter Vertrag.

## Vereinskarriere
Vacek spielte in seiner Heimat bei Sokol Dolní Dobrouč und dem FC Rychnov nad Kněžnou, bevor er 1999 zu SK Sigma Olmütz kam. Dort entwickelte sich der Mittelfeldspieler zum U-19-Nationalspieler und wurde sogar Kapitän der tschechischen Juniorenauswahl. 2005 spielte er für Olmütz in der Gambrinus Liga, der höchsten Spielklasse Tschechiens.
Vacek wechselte zu Beginn der Rückrunde 2006 auf Leihbasis in die Fußball-Bundesliga zu Arminia Bielefeld. Dort kam er am letzten Spieltag in den letzten Spielminuten zu einem Bundesligaeinsatz. Im Jahr darauf schaffte der Tscheche nicht den Sprung ins Profiteam und wurde stattdessen nur im Oberligateam der Westfalen eingesetzt.
Zur Saison 2007/08 wechselte Kamil Vacek zu Sparta Prag. Mit Sparta wurde er sowohl Tschechischer Meister, Tschechischer Pokalsieger wie auch Tschechischer Supercupsieger.
Im August 2011 wurde bekannt, dass Vacek in die Serie A zu Chievo Verona wechselt und dort einen Vierjahresvertrag unterschreibt.
Zur Saison 2013/14 kehrt Vacek zu seinem alten Arbeitgeber Sparta Prag nach 2 Jahren zurück, er durfte Italien trotz Vertrag bis 2015 verlassen. Mit Sparta wurde er Tschechischer Meister und Tschechischer Pokalsieger. In der darauffolgenden Saison wurde er nur selten eingesetzt und wurde zur Rückrunde der Saison 2014/15 an den Ligakonkurrenten FK Mladá Boleslav ausgeliehen. Wo er 13 Ligaspiele bestritt. Zur Saison 2015/16 wurde Kamil Vacek nach Polen verliehen wo er nun für Piast Gliwice spielte. Für Piast bestritt er 33 Ligaspiel und schoss 5 Tore und hatte erheblichen Anteil am Erreichen des 2. Platzes. Zur Saison 2016/2017 wechselte er nach Israel zu Maccabi Haifa.

## Nationalmannschaft
Vacek durchlief von der U16 bis zur U21 die tschechischen Juniorennationalmannschaften. Mit der U19-Auswahl nahm er 2006 an der U19-Europameisterschaft teil, bei der er zu einem Einsatz kam.
Am 4. Juni 2011 debütierte Vacek in der tschechischen A-Nationalmannschaft im Rahmen des Kirin Cup gegen Peru (0:0). Bis März 2016 bestritt er insgesamt neun Länderspiele.

## Erfolge
- Tschechischer Meister: 2009/10, 2013/14
- Tschechischer Pokalsieger: 2007/08, 2013/14
- Tschechischer Supercupsieger: 2011